# Bombus tichenkoi
Bombus tichenkoi är en biart som först beskrevs av Aleksandr Skorikov 1923.
Bombus tichenkoi ingår i släktet humlor och familjen långtungebin. Inga underarter finns listade i Catalogue of Life.
Arten förekommer i centrala till nordöstra Ryssland där den går upp till gränsen mot Arktis.
Vissa auktoriteter anser att Bombus sushkini och Bombus saltuarius är synonymer till arten, andra att de är separata arter.